# Columna persa

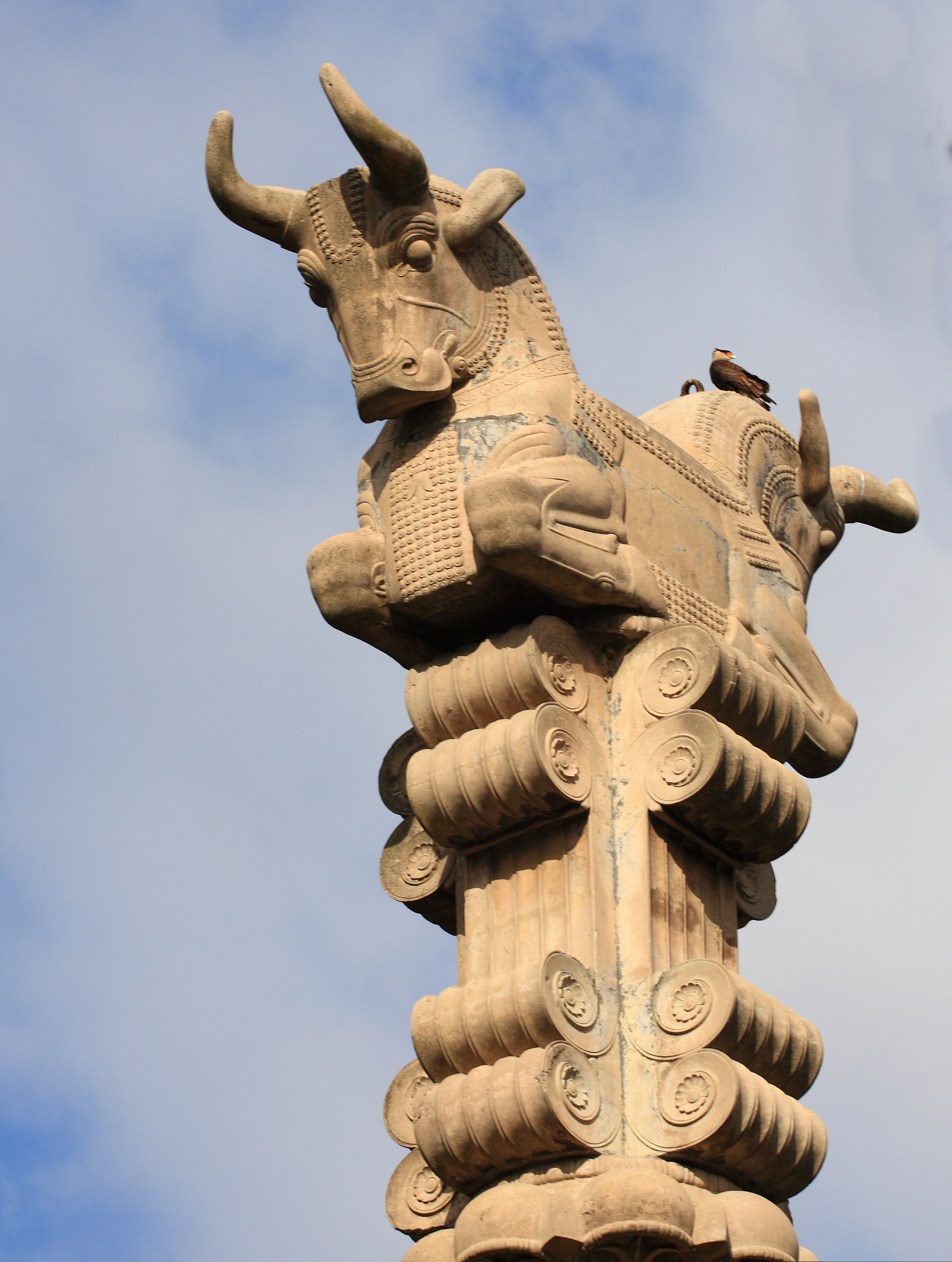
Parte superior de una columna aqueménida de Persépolis

Las columnas persas o columnas persepolitanas son la forma distintiva de columna desarrollada en la arquitectura aqueménida de la antigua Persia, probablemente poco antes del 500 a. C. Se conocen principalmente por Persépolis, donde las enormes columnas principales tienen una base, un fuste acanalado y un capitel con un doble animal, la mayoría con toros. Los palacios aqueménidas tenían enormes salas hipóstilas llamadas apadanas, que se sostenían en su interior mediante varias filas de columnas. La sala de las cien columnas o "Salón de las Cien Columnas" en Persépolis, que mide 70 x 70 metros, fue construida por el rey Aqueménida Artajerjes I. La sala de apadana es aún más grande. Ambas incluían a menudo un trono para el rey y se usaban para grandes asambleas ceremoniales; la más grande en Persépolis y Susa podría acomodar a diez mil personas a la vez
Los aqueménidas tenían poca experiencia en la arquitectura de piedra, pero podían importar artistas y artesanos de todo su imperio para desarrollar un estilo imperial híbrido basado en influencias de las naciones sometidas, como Grecia, Mesopotamia, Egipto y Lidia en Anatolia, así como Elam en Persia. El estilo se desarrolló probablemente en el Palacio de Darío en Susa, pero los yacimientos más numerosos y completos se encuentran en Persépolis, donde varias columnas aun permanecen en pie.  La construcción del edificio imperial realizado en este estilo se detuvo abruptamente con la invasión de Alejandro Magno en el 330 aC, cuando se incendió Persépolis.

## Descripción

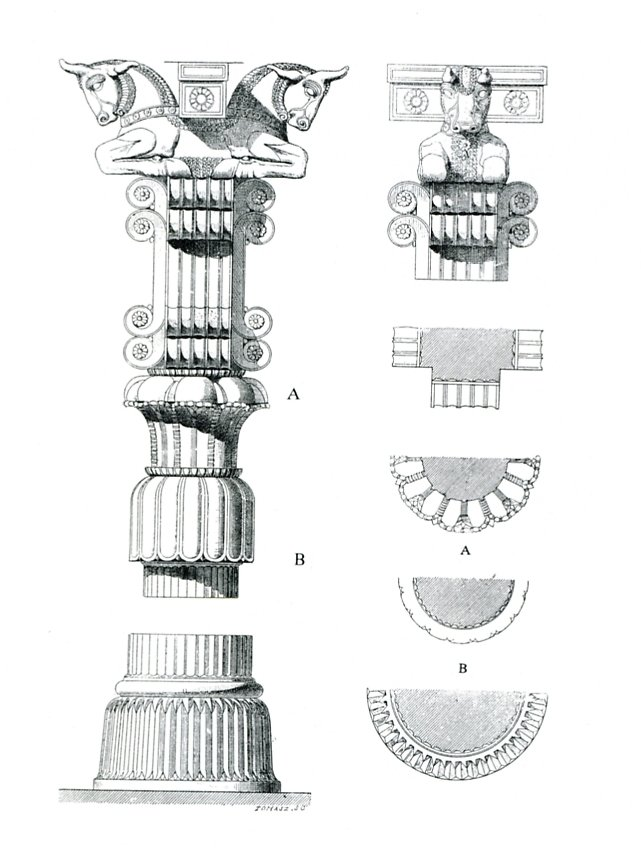
Plano, vista frontal y lateral de una típica columna de Persépolis.

Las formas de las columnas y los capiteles varían algo entre los diferentes edificios. En general, los capiteles están tallados con dos animales adosados muy bien decorados que sobresalen de la columna. Estos funcionan como soportes para las vigas del arquitrabe o techo, mientras que los respaldos planos de los animales sostienen las vigas en ángulo recto. Como los animales se proyectan en altorrelieves, pueden llamarse prótomos. Generalmente, en persépolis hay tres tipos de capiteles, el capitel de toro que es más común, pero el capitel de doble cabeza de leones y el capitel adosado de la cabeza de hombre, pero también capitels de grifos con cabezas de águilas y cuerpos de leones.
El capitel es mucho más largo que en la mayoría de los otros estilos de columnas. Mientras que algunas columnas más pequeñas pasan rápidamente de los animales al fuste liso de debajo, las más grandes tienen una larga sección intermedia con doble voluta en la parte superior e invertida en la parte inferior de una larga zona cuadrada estriada, aunque el fuste de la columna es redondo. En la parte superior del fuste estriado redondo hay dos secciones, la parte superior es una forma de "capitel de palma", que se extiende a medida que se eleva, y las hojas inferiores que se insinúan caen hacia abajo. Otros capiteles tienen animales y los dos elementos inferiores basados en plantas, pero no la sección intermedia con las volutas. Hay varias molduras pequeñas entre los distintos elementos, que reflejan un estilo griego. Los cuernos y las orejas de los animales son a menudo piezas separadas, que encajan en la cabeza mediante tapones cuadrados. Las columnas se pulían y se pintaban al menos los capiteles, en el caso de los que eran de madera sobre un revestimiento de yeso. El estilo refleja influencias de las muchas culturas que conquistó el Imperio Persa, incluidos Egipto, Babilonia y Lidia, así como Grecia, donde los persas dominaron durante un tiempo; el resultado final es claramente persa.
Se cree que las columnas de piedra que sobrevivieron fueron precedidas por versiones de madera, y éstas continuaron usándose. La sustitución de la madera por la piedra pudo haber llegado cuando se volvió difícil o imposible obtener árboles suficientemente grandes para los edificios más grandes  Los fustes de las columnas pueden llegar tener hasta 20 m. La base es de piedra incluso en las columnas de madera y, a veces, lleva una inscripción diciendo qué rey erigió el edificio. Lo que es muy importante es que los obreros al principio instalaron las columnas y luego lo grabaron o pulieron, para que no sea roto o dañado durante instalarlas. 

## Uso e influencia
La forma completa de la columna persa parece haber sido utilizada solo en unos pocos sitios fuera de Persia, en Armenia y en las colonias levantinas de Iberia.  Las columnas influyeron en los pilares de Ashoka erigidos en la India unos 80 años después de que Alejandro Magno destruyera el Imperio Persa y en otros edificios imperiales en la arquitectura del Imperio Maurya. El mucho más pequeño capitel del león de Mathura de alrededor del año 0 muestra una clara influencia de este tipo de columna. Se pueden ver en decoración en relieve alrededor de las estupas budistas en Gandhara en el siglo II o III. El estilo no se desarrolló en Persia en sí, pero los elementos siguieron apareciendo bajo dinastías posteriores antes de la llegada del Islam.

## Resurgimiento moderno

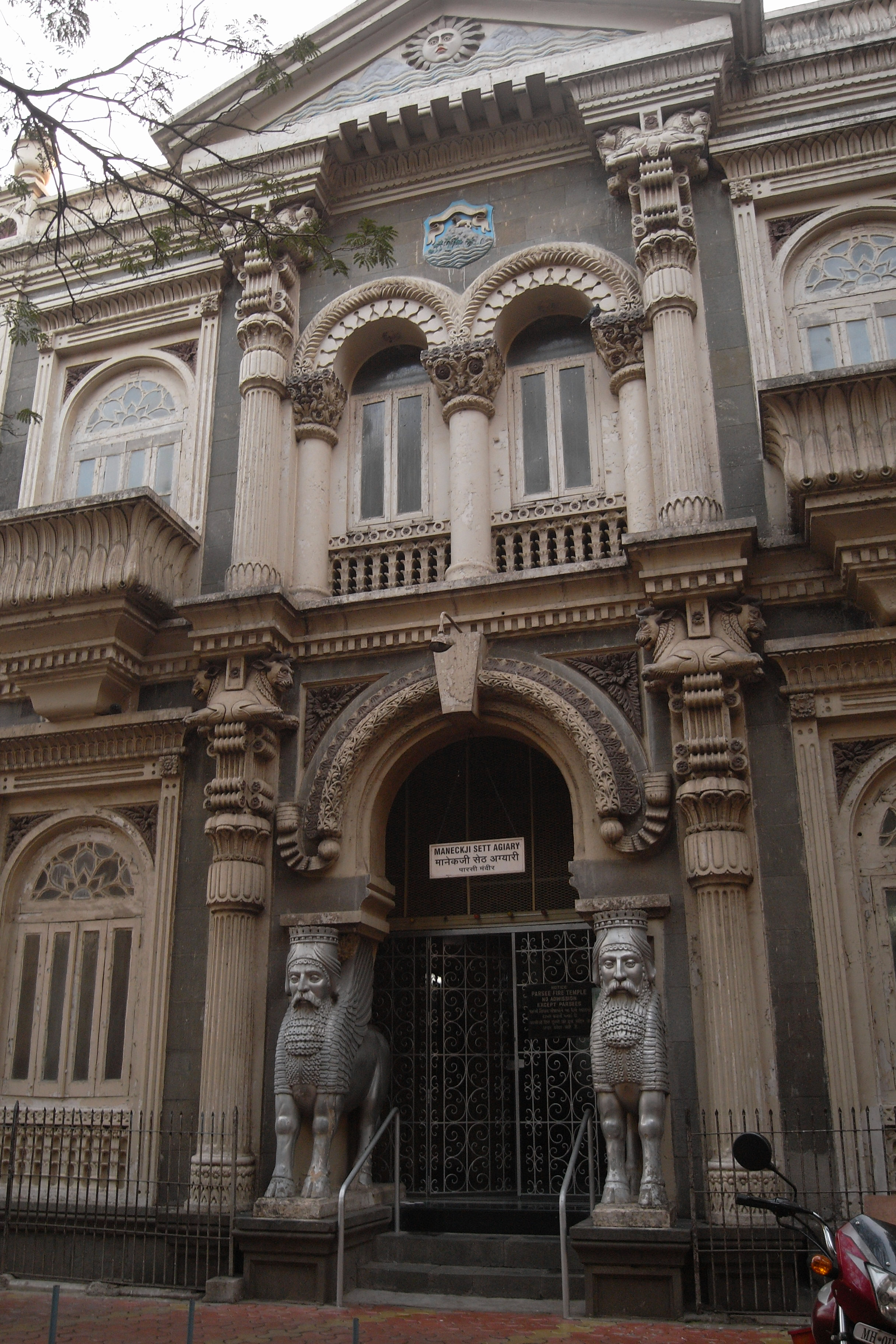
Maneckji Sett Agiary, un templo de fuego Parsi en Mumbai, India, 1891

Desde el siglo XIX, resurgió la forma persepolitana completa de la columna, inicialmente por Parsis en India, y arquitectos eclécticos en Europa, y solo más tarde fueron utilizadas en edificios públicos en Irán bajo la dinastía Pahlavi (desde 1925), aunque el antiguo palacio real en el jardín de Afif-Abad, de 1863, utiliza provisionalmente algunos elementos de los capiteles.
Reza Shah, el primer Pahlavi Shah de Irán, promovió el interés en los Aqueménidas de diversas maneras para fomentar el nacionalismo iraní y apoyar la legitimidad de su régimen.  Importantes edificios  en Teherán fueron supervisados en cuanto a la autenticidad de su estilo por los arqueólogos europeos, especialmente André Godard, Maxime Siroux (ambos también arquitectos), y Ernst Herzfeld, que había sido llevado a Irán para excavar, curar y capacitar a los estudiantes. Entre esos edificios se encuentran la sede de la policía y la sede del Banco Melli en Irán.
Aunque la República Islámica de Irán prefiere los edificios que se refieren a la arquitectura islámica, las columnas en miniatura que soportan el Pabellón de Sabios donado a la Oficina de las Naciones Unidas en Viena en 2009 son persas

## Galería

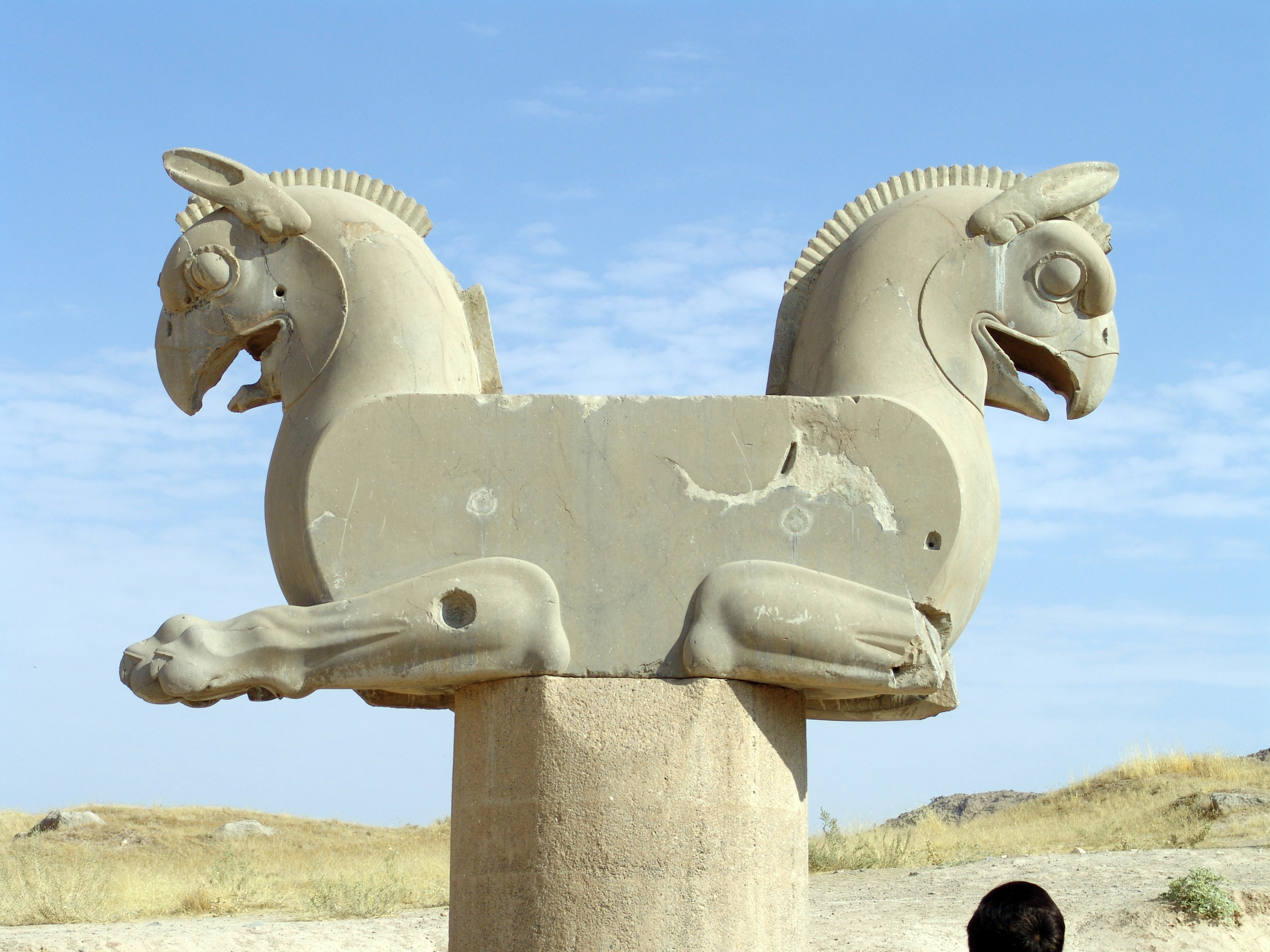
Capitel con grifos en Persépolis. Las vigas del techo presumiblemente taparon la cara lateral plana
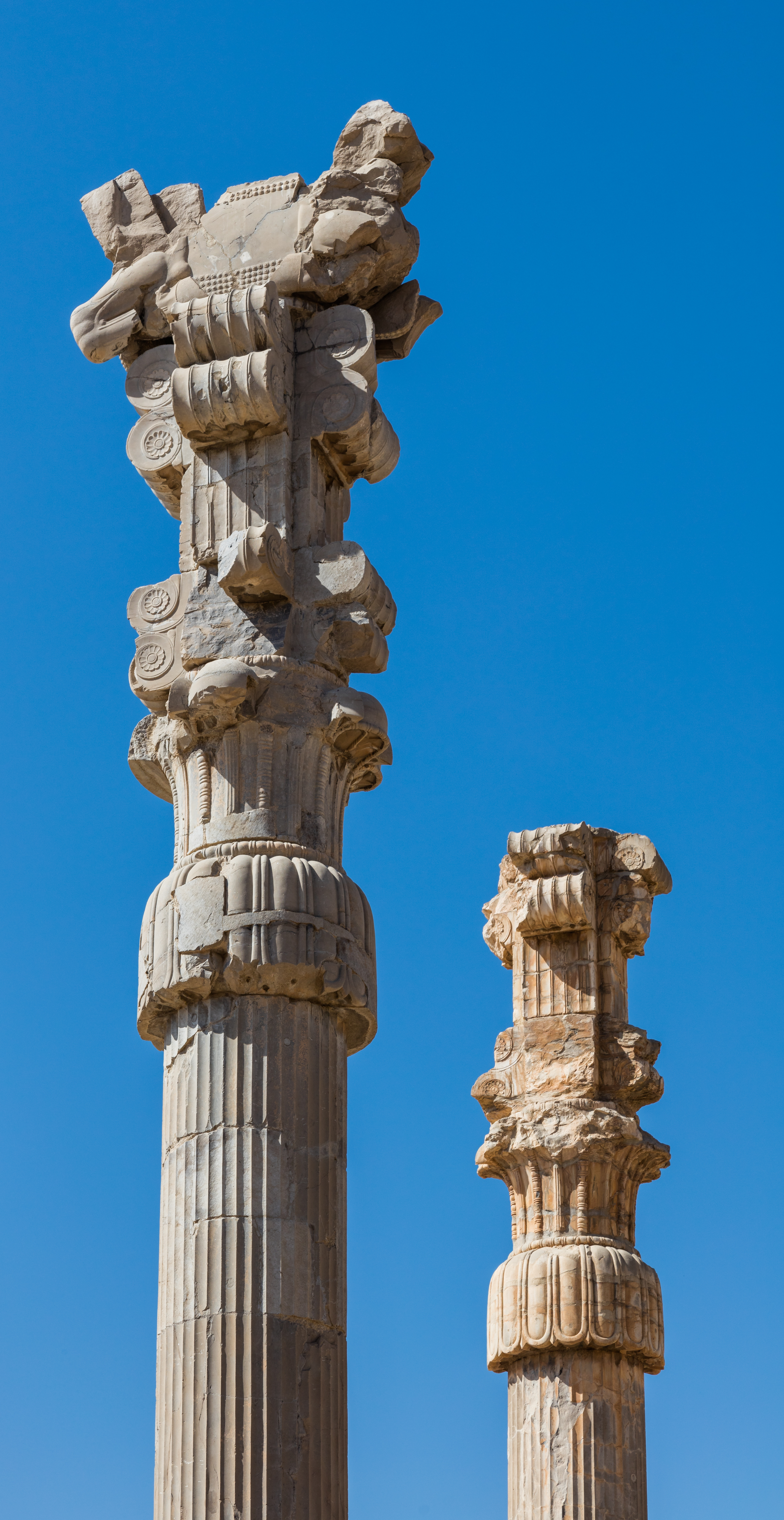
Ruinas de Persépolis
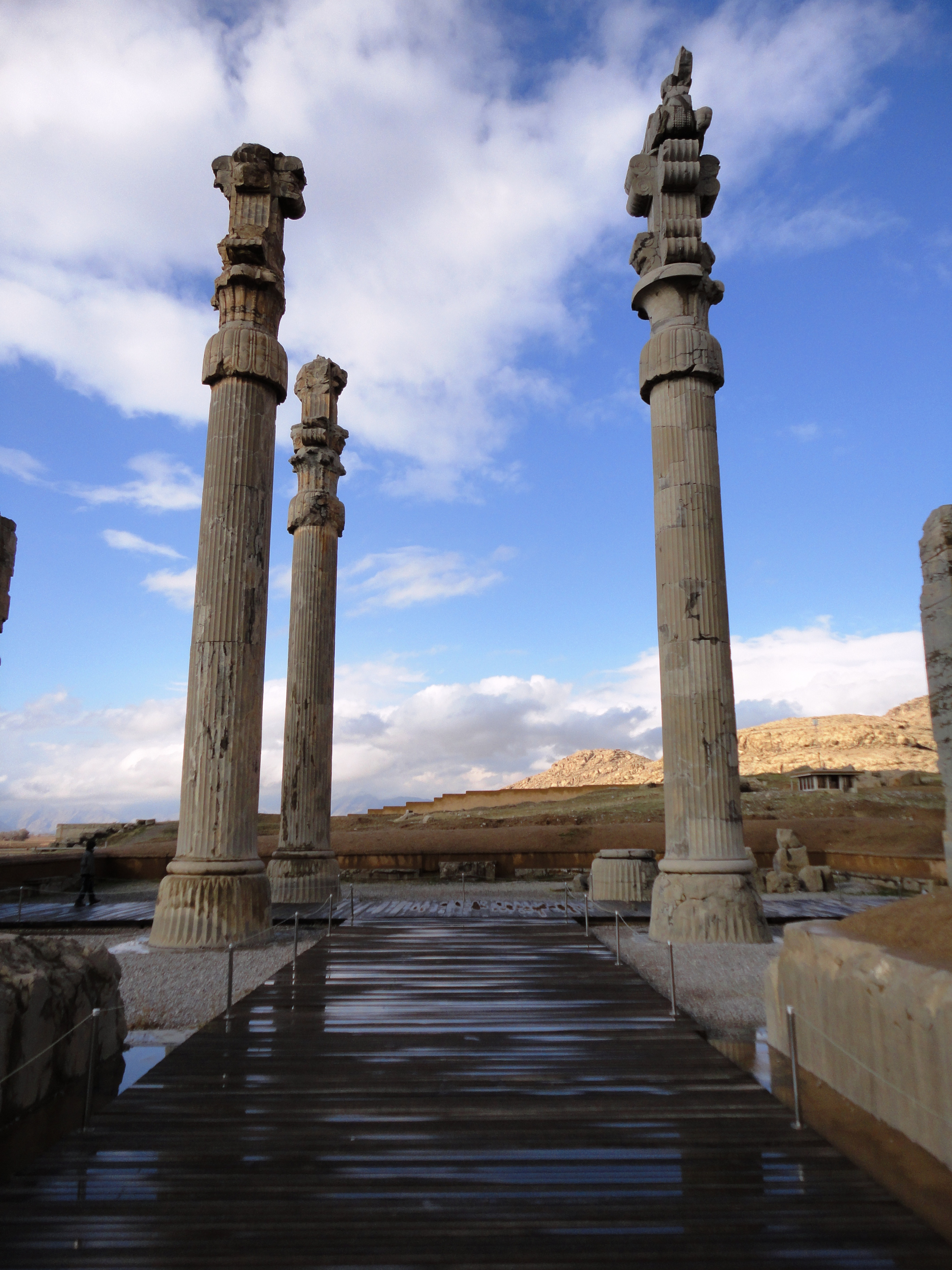
Ruinas de Persépolis
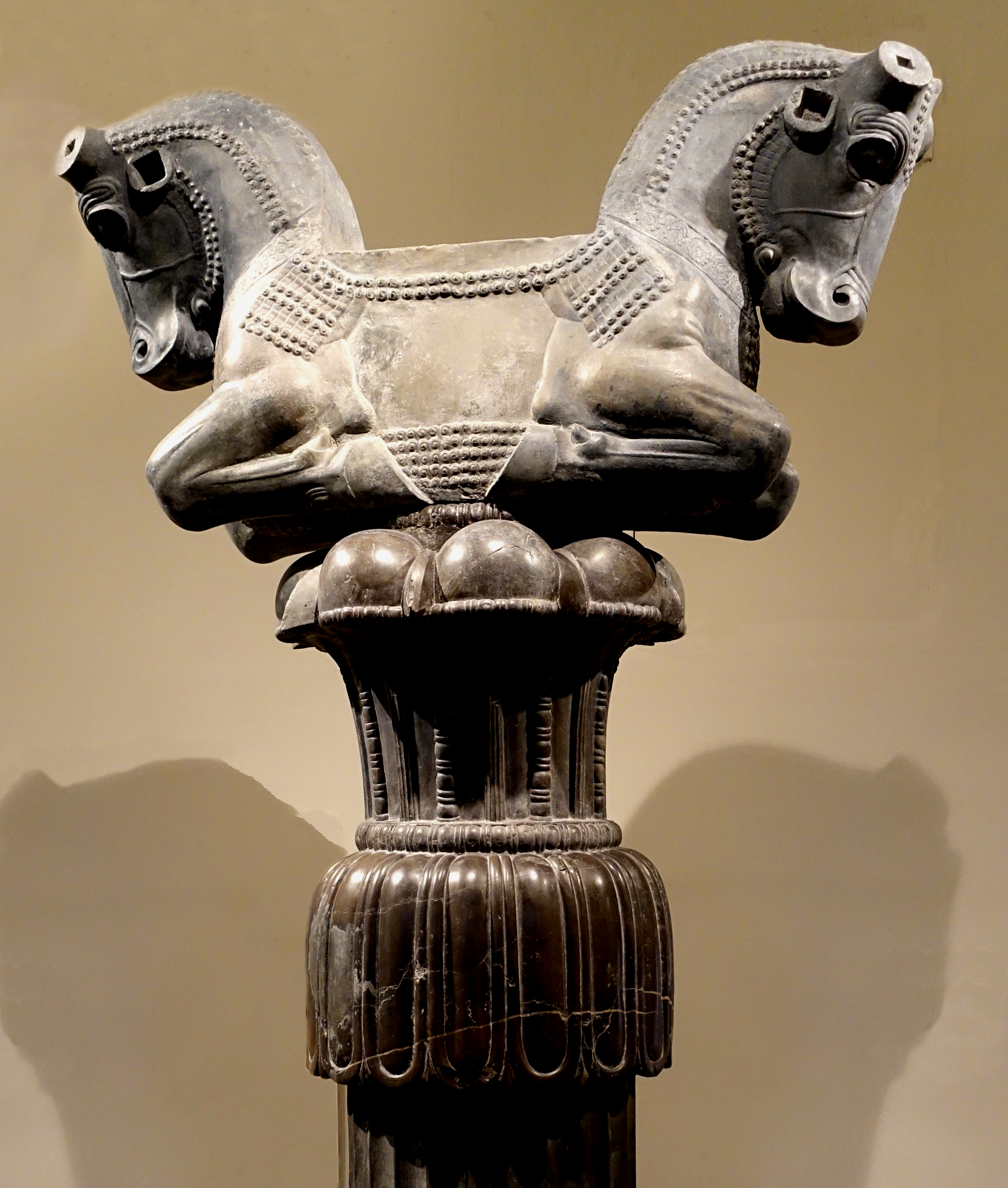
Otro capitel aqueménida en Persépolis.
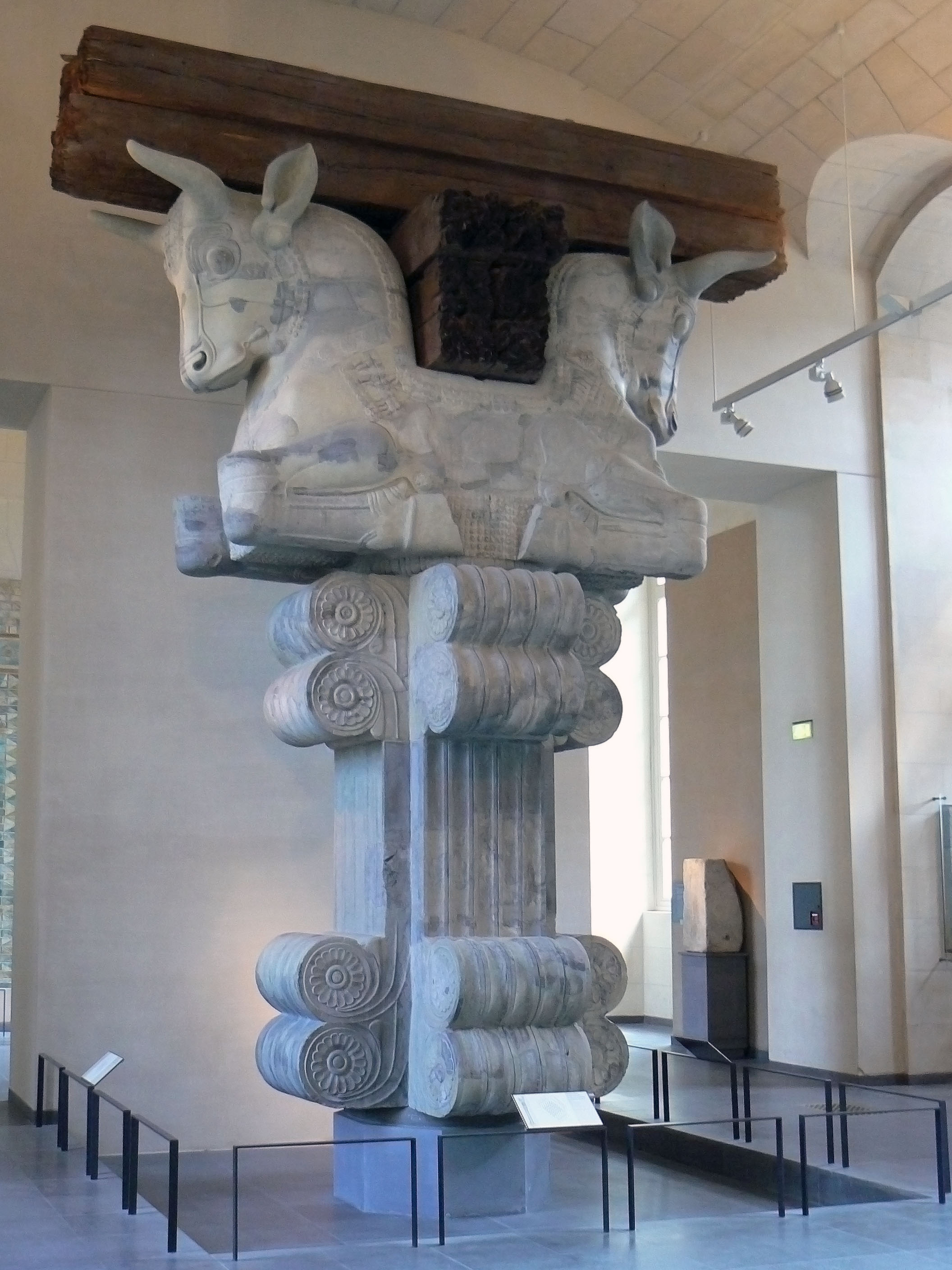
Capitel con toro del Apadana del Palacio de Dario en Susa, ahora en el Louvre
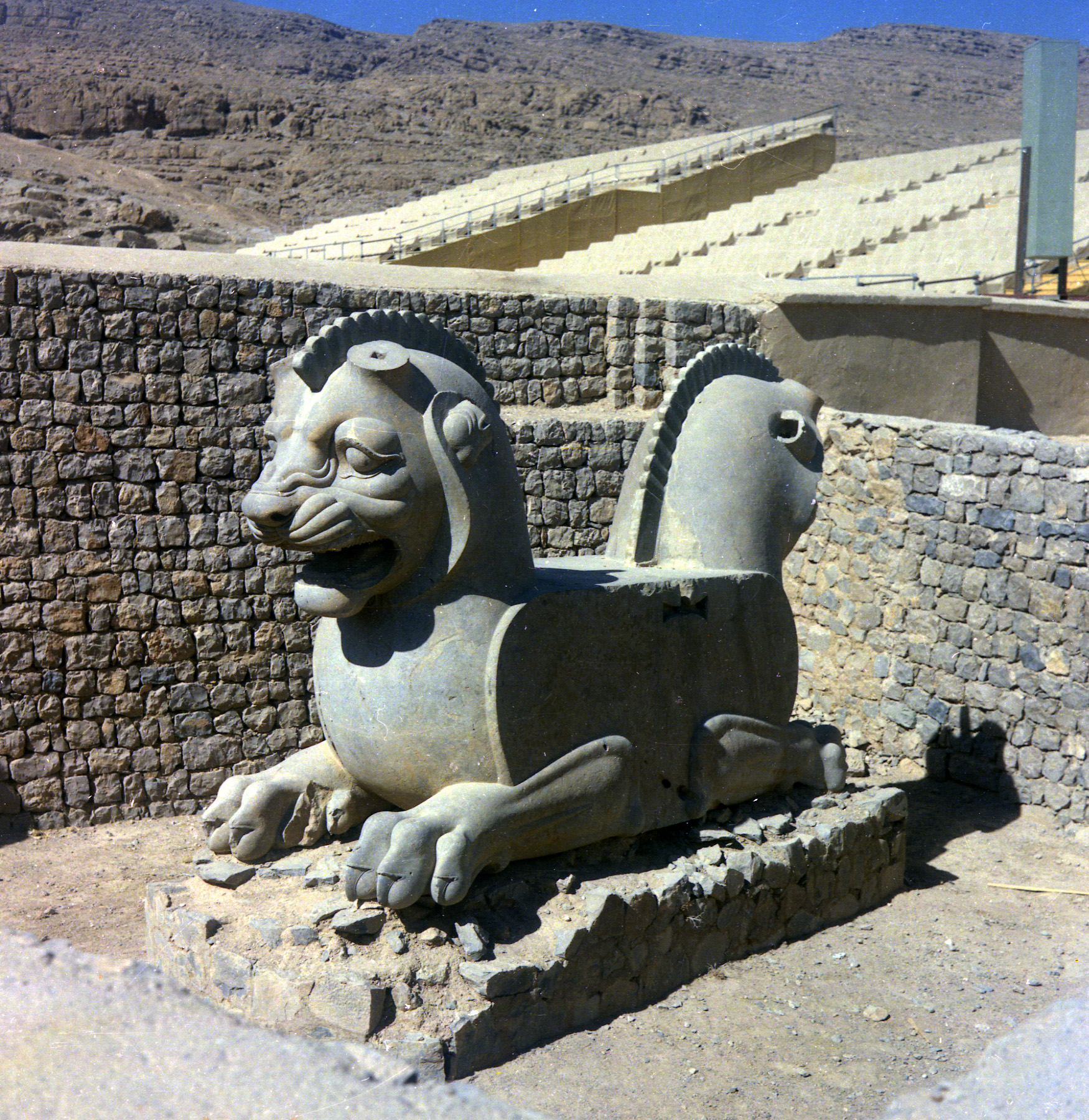
Capitel con león en Persépolis
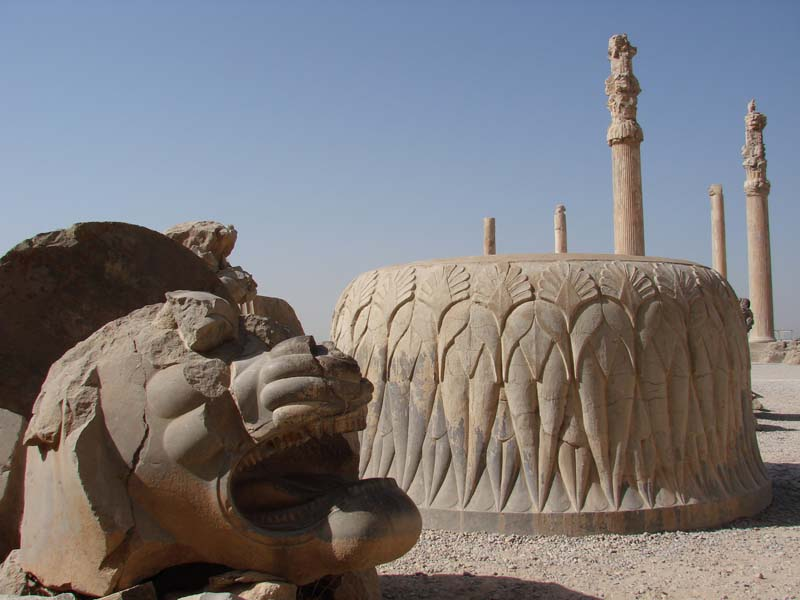
Fragmento de león y base de columna en Persépolis
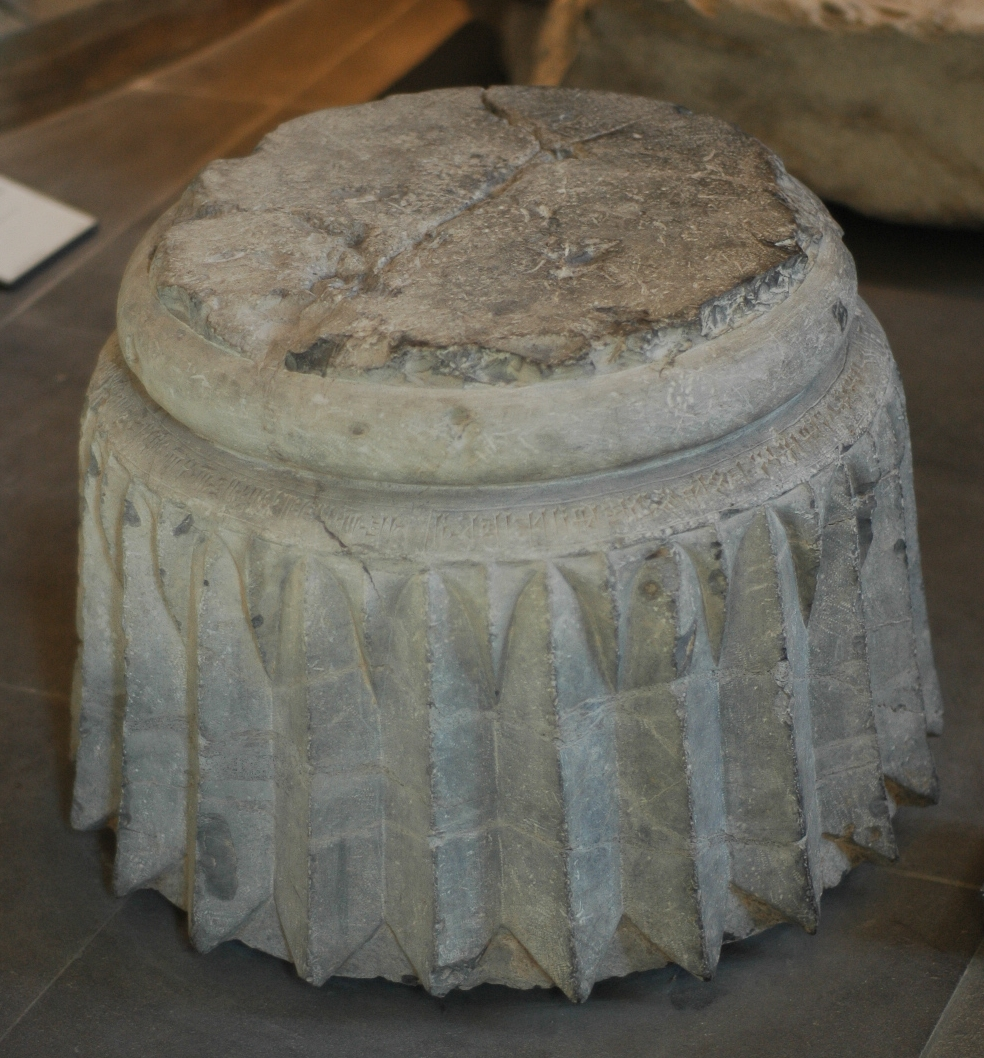
Base de Susa, con inscripciones
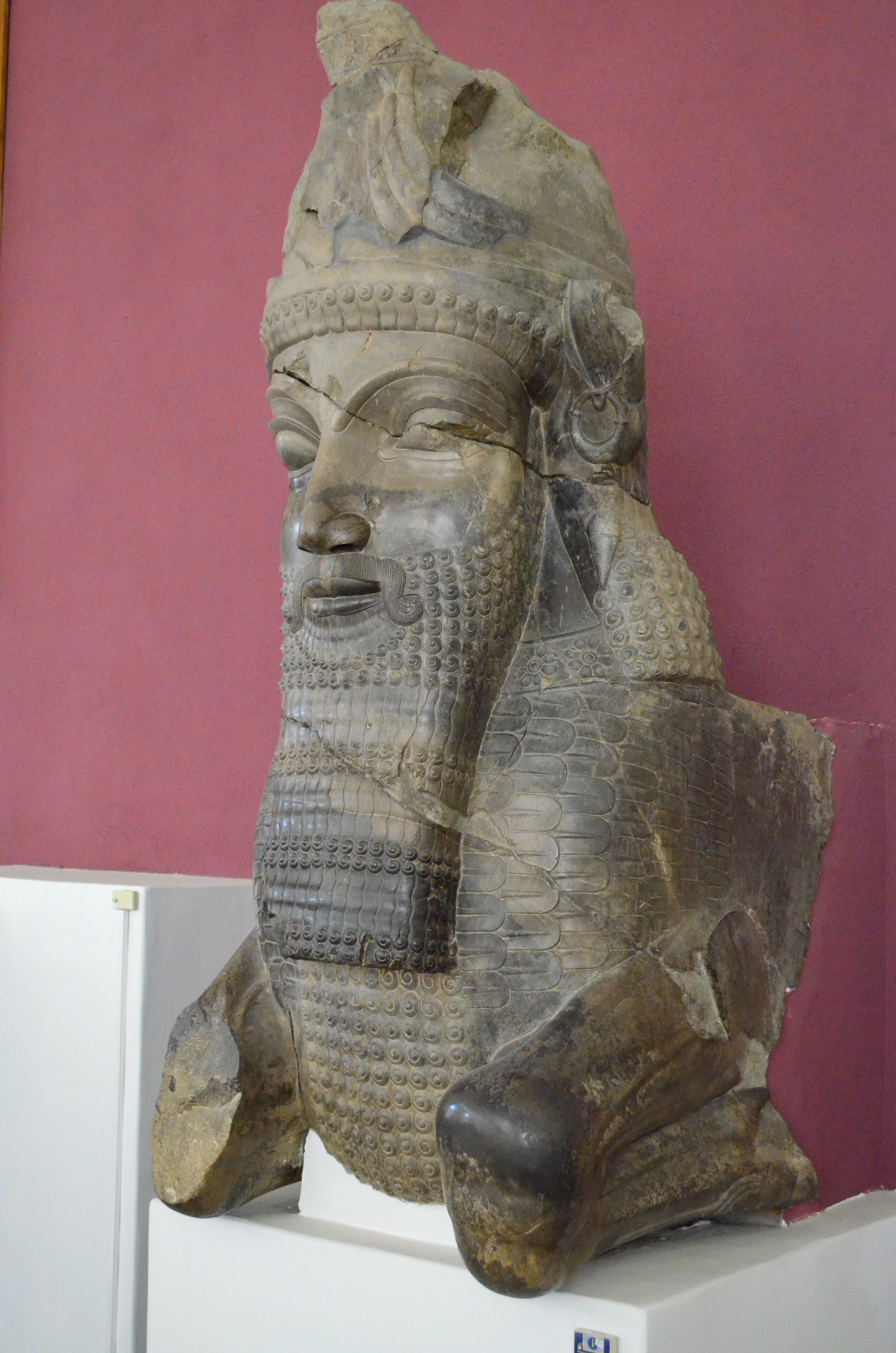
Capitel con hombre-toro roto de Persépolis
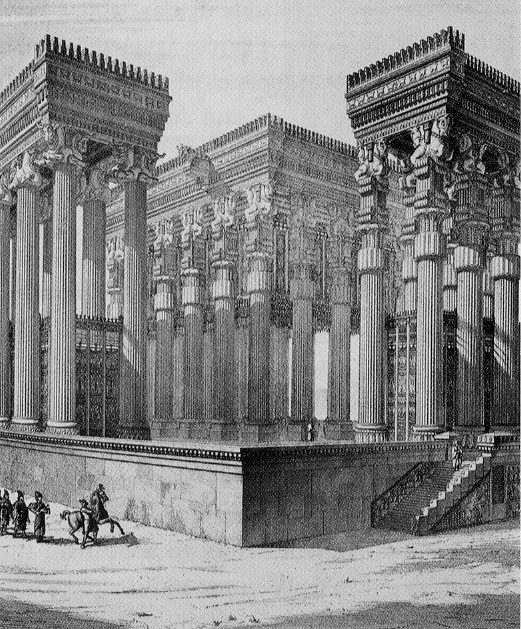
Reconstrucción de siglo XIX de Persepolis, por Flandin y Coste
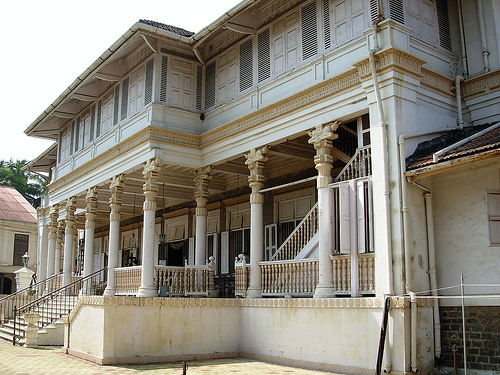
El Udvada Atash Behram Parsi, un templo de fuego en Udvada, India, 1894.
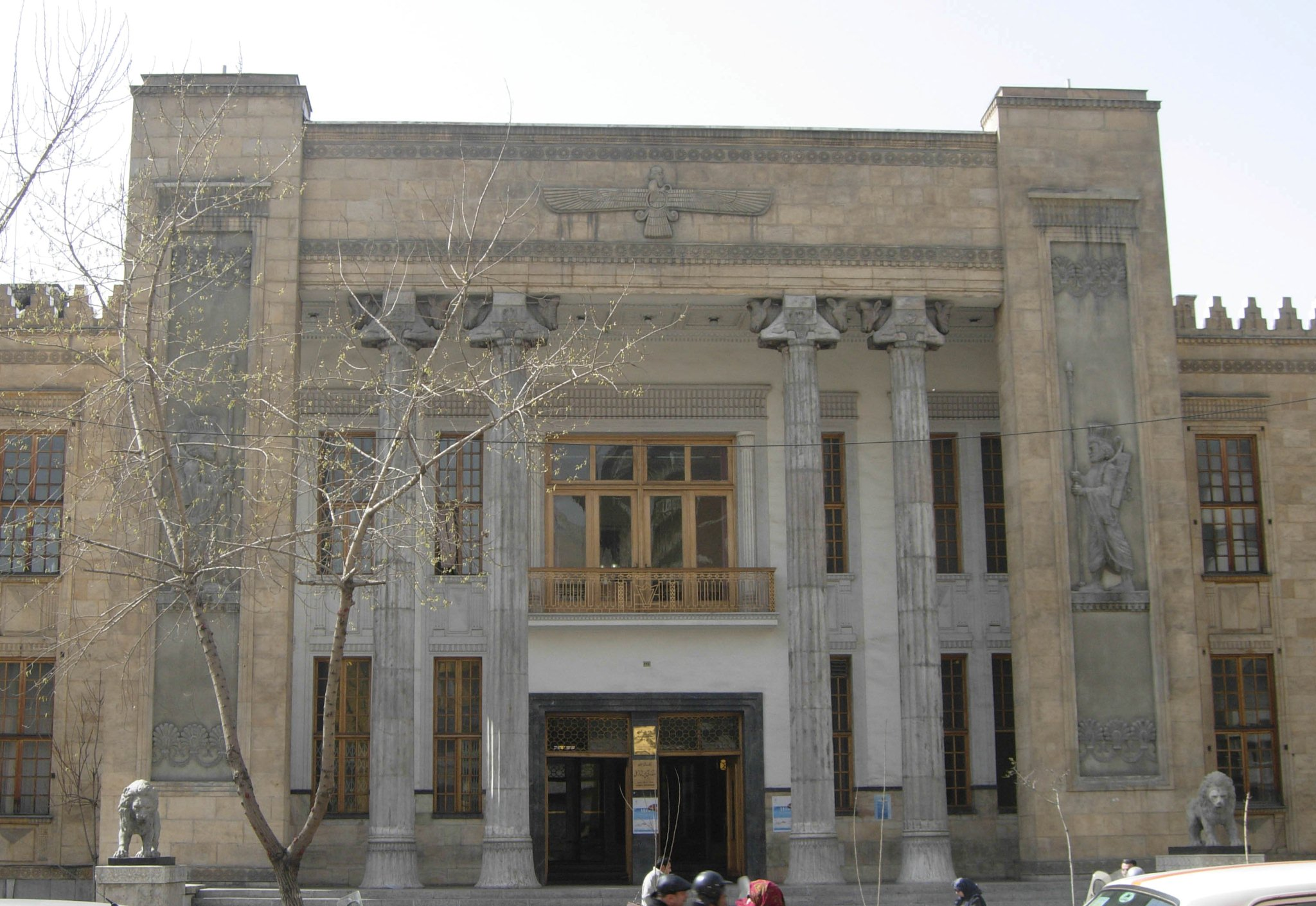
Banco MelliEdificio Bank Melli, Ferdowsi Ave, Teherán.
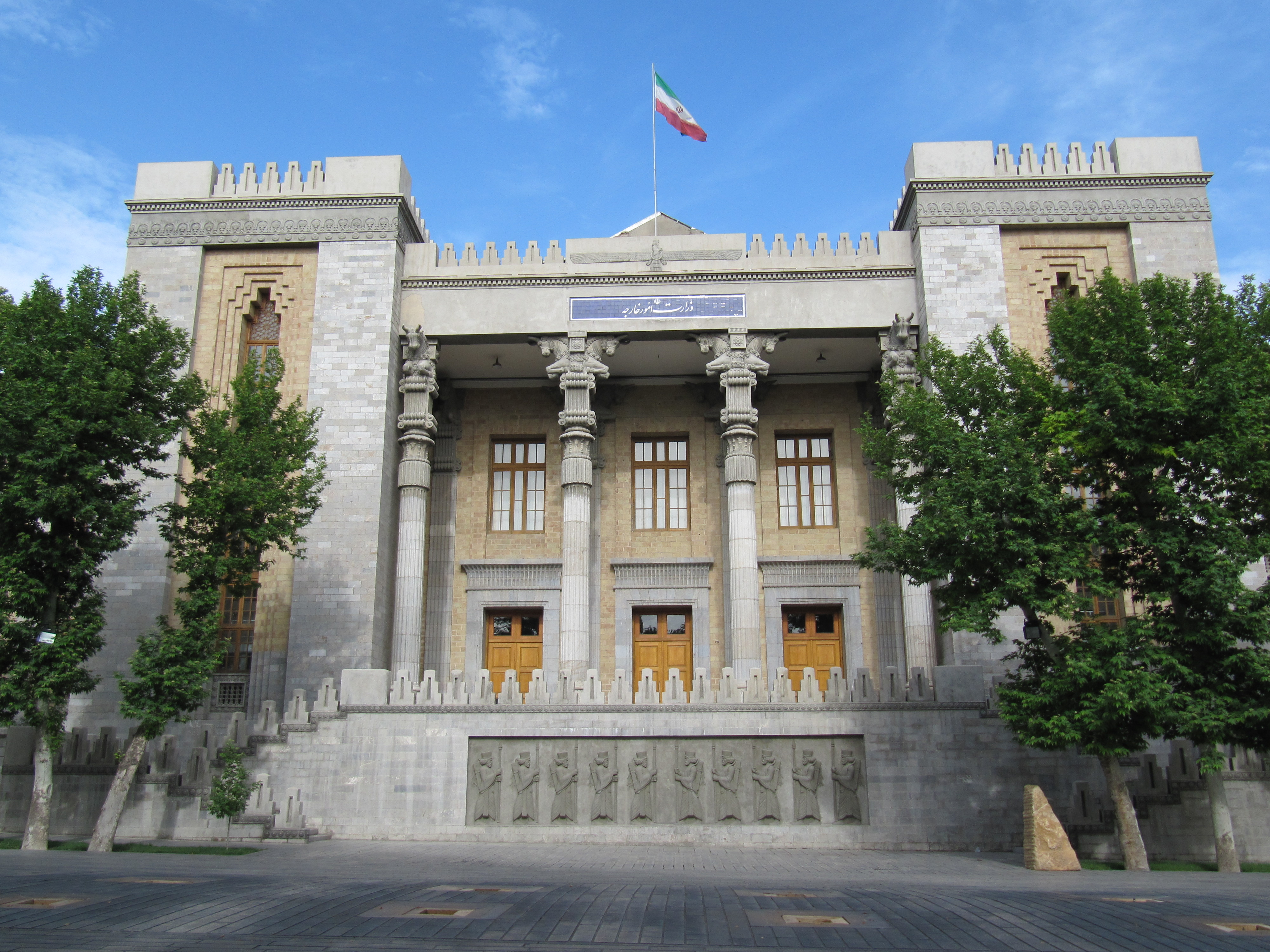
Renacimiento: el moderno Ministerio de Asuntos Exteriores de Irán, 1939.
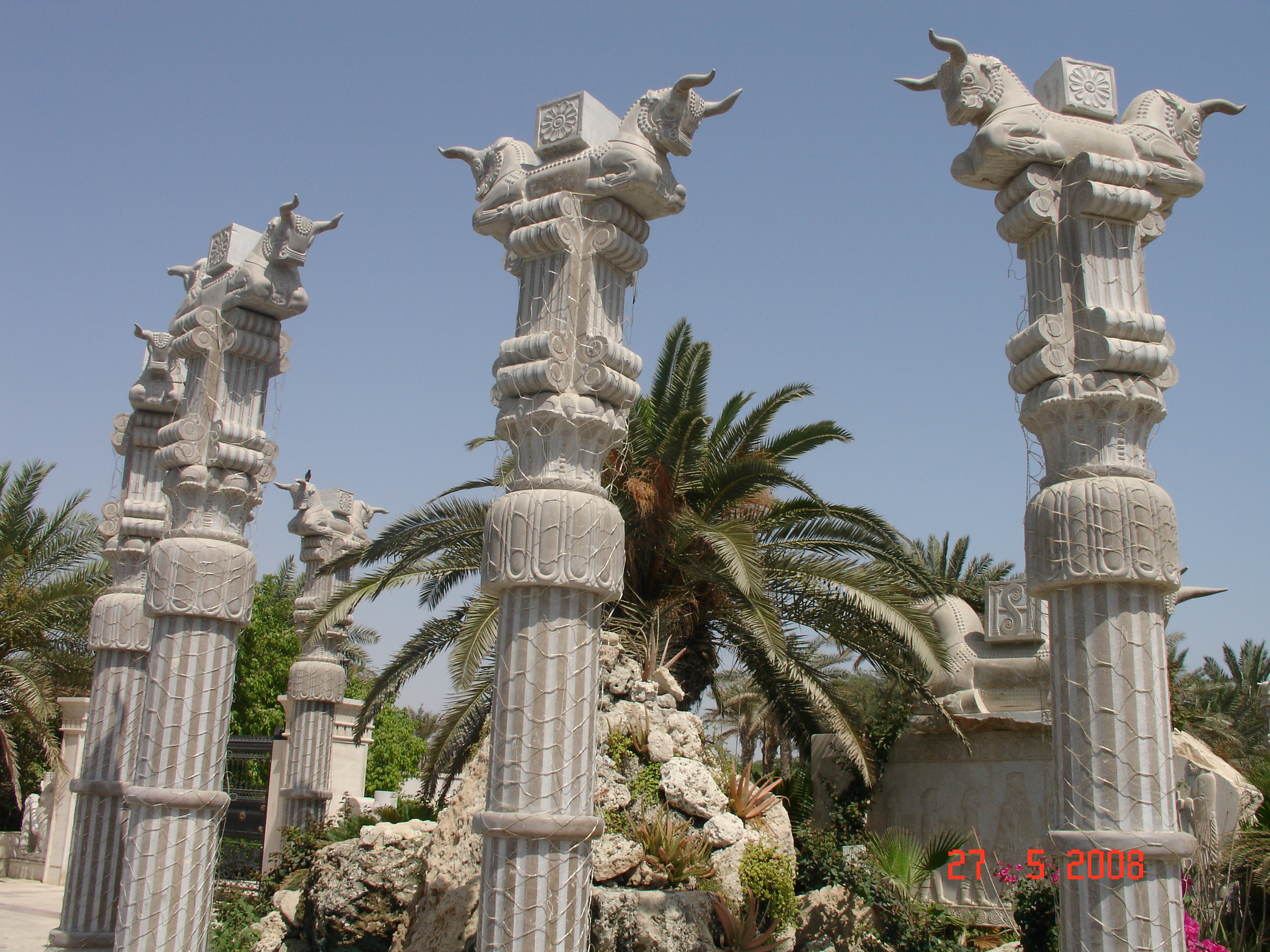
Columnas, Gran Hotel Darío, 1999, Isla Kish
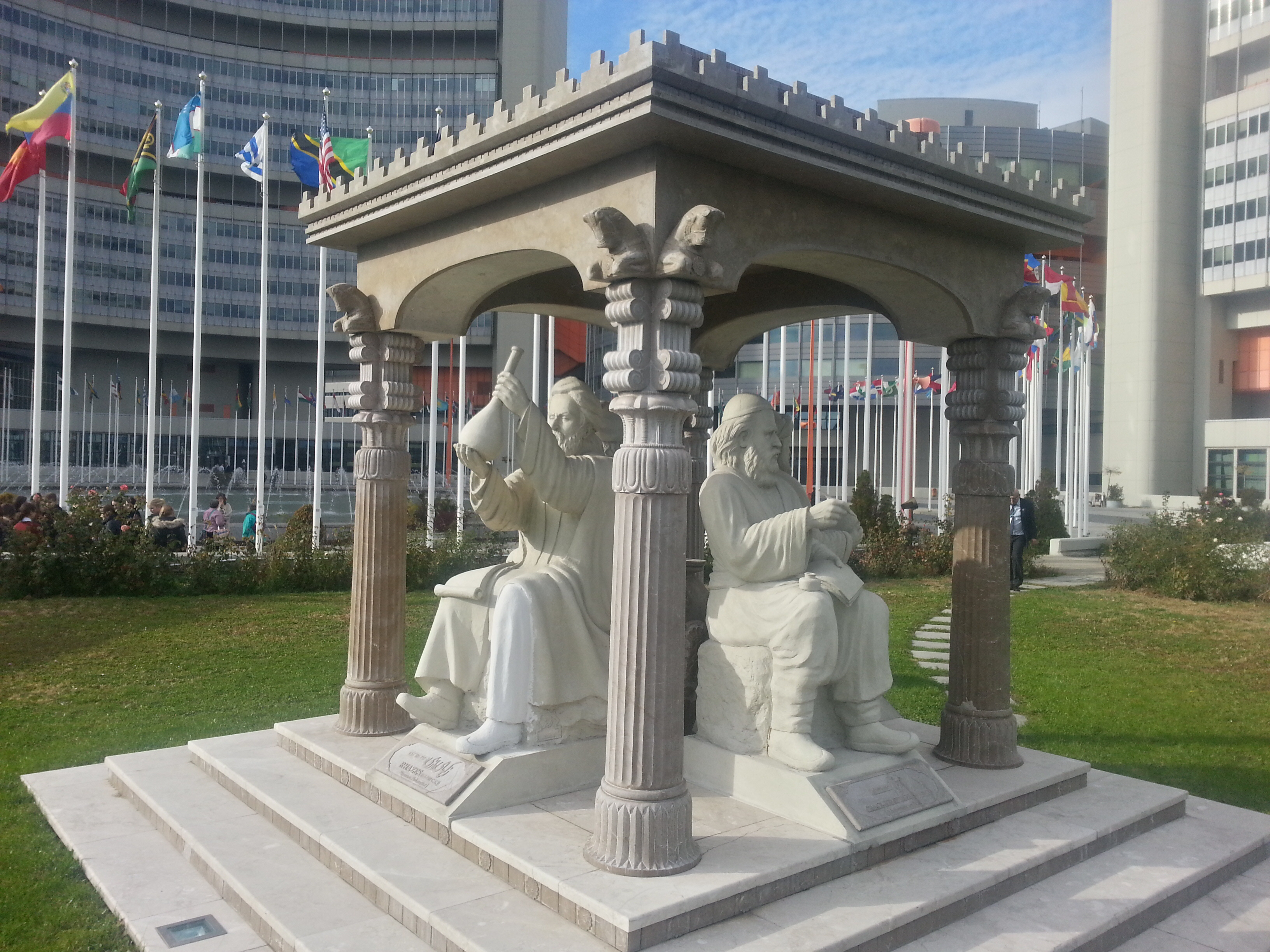
Pabellón de sabios en Viena, 2009